# 20.000 días en la tierra
20.000 días en la tierra es un documental dramático musical británico de 2014,  coescrito y dirigido por Iain Forsyth y Jane Pollard. Nick Cave también coescribió el guion con Forsyth y Pollard. La película se estrenó en la competición de la sección World Cinema Documentary en el Festival de cine de Sundance el 20 de enero de 2014. Ganó dos premios en este festival.
Después de su estreno en Sundance, Drafthouse Films adquirió los derechos de distribución de la película. El documental se estrenó formalmente en Estados Unidos el 17 de septiembre de 2014.

## Argumento
La película describe un periodo ficticio de 24 horas en la vida de músico australiano, modelo, compositor, autor, guionista, y actor Nick Cave, antes y durante la grabación del álbum de 2013 Push the Sky Away.

## Estreno
La película se estrenó en el Festival de cine de Sundance el 20 de enero de 2014, en febrero de 2014 se proyectó en la sección Panorama Dokumente en la edición 64 del Festival Internacional de Cine de Berlín y en el True/False Film Festival de 2014. Además, fue la película de apertura nocturna del Festival de Cine de Sídney el 4 de junio de 2014.
Su estreno en los teatros de Estados Unidos fue el 14 de septiembre de 2014, y el 19 del mismo mes hizo lo propio en el Reino Unido.

## Recepción
20,000 Days on Earth recibió aclamación general tras su estreno en Sundance (2014). En el sitio web Rotten Tomatoes tiene un 95% de aceptación con una media de 7.5/10, basado en 38 reseñas de críticos. En Metacritic, la película tiene una calificación de 83 sobre 100, basada en 25 reseñas, indicando «aclamación universal».

## Premios
| Año  | Premio                                   | Categoría                                                            | Receptor(es)                | Resultado |
| ---- | ---------------------------------------- | -------------------------------------------------------------------- | --------------------------- | --------- |
| 2015 | Premios BAFTA 2014                       | Mejor documental                                                     | Iain Forsyth y Jane Pollard | Nominada  |
| 2014 | Festival de Cine de Sundance             | World Cinema Grand Jury Prize: Documental                            | Iain Forsyth y Jane Pollard | Nominada  |
| 2014 | Festival de Cine de Sundance             | Directing Award: World Cinema Documental                             | Iain Forsyth y Jane Pollard | Ganadora  |
| 2014 | Festival de Cine de Sundance             | Editing Award: World Cinema Documentary                              | Jonathan Amos               | Ganador   |
| 2014 | Festival de Cine de Sídney               | Mejor película                                                       | Iain Forsyth y Jane Pollard | Nominada  |
| 2014 | Festival de Cine de Estambul             | Competición Internacional: FIPRESCI Prize                            | Iain Forsyth y Jane Pollard | Ganadora  |
| 2014 | Festival de Cinéma de la Ville de Québec | International Competition: Grand Prix competition - official feature | Iain Forsyth y Jane Pollard | Ganadora  |
| 2014 | Athens International Film Festival       | Music & Films Competition: Golden Athena                             | Iain Forsyth y Jane Pollard | Ganadora  |